# 2005 w filmie
Ten artykuł należy dopracować:

przedstawiono sytuację tylko z polskiej perspektywy – artykuł powinien być przekrojowy.
Pomóż go poprawić. Na stronie dyskusji mogą znajdywać się pomocne komentarze.
Wydarzenia filmowe w 2005 roku.

## Box Office

### Amerykański
Opracowano na podstawie materiału źródłowego.
| Pozycja | Tytuł                                             | Wpływy        |
| ------- | ------------------------------------------------- | ------------- |
| 1.      | Gwiezdne wojny: część III – Zemsta Sithów         | 380 270 577 $ |
| 2.      | Opowieści z Narnii: Lew, czarownica i stara szafa | 291 710 957 $ |
| 3.      | Harry Potter i Czara Ognia                        | 290 013 036 $ |
| 4.      | Wojna światów                                     | 234 280 354 $ |
| 5.      | King Kong                                         | 218 080 025 $ |
| 6.      | Polowanie na druhny                               | 209 255 921 $ |
| 7.      | Charlie i fabryka czekolady                       | 206 459 076 $ |
| 8.      | Batman: Początek                                  | 205 343 774 $ |
| 9.      | Madagaskar                                        | 193 595 521 $ |
| 10.     | Pan i pani Smith                                  | 186 336 279 $ |
| 11.     | Hitch: Najlepszy doradca przeciętnego faceta      | 179 495 555 $ |
| 12.     | Wykiwać klawisza                                  | 158 119 460 $ |
| 13.     | Fantastyczna Czwórka                              | 154 696 080 $ |
| 14.     | Kurczak Mały                                      | 135 386 665 $ |
| 15.     | Roboty                                            | 128 200 012 $ |
| 16.     | Spacer po linie                                   | 119 519 402 $ |
| 17.     | Pacyfikator                                       | 113 086 868 $ |
| 18.     | Dick i Jane: Niezły ubaw                          | 110 332 737 $ |
| 19.     | 40-letni prawiczek                                | 109 449 237 $ |
| 20.     | Plan lotu                                         | 89 707 299 $  |

### Światowy
Opracowano na podstawie materiału źródłowego.
| Pozycja | Tytuł                                             | Wpływy w mln |
| ------- | ------------------------------------------------- | ------------ |
| 1.      | Harry Potter i Czara Ognia                        | 896,9 $      |
| 2.      | Gwiezdne wojny: część III – Zemsta Sithów         | 848,8 $      |
| 3.      | Opowieści z Narnii: Lew, czarownica i stara szafa | 745 $        |
| 4.      | Wojna światów                                     | 591,7 $      |
| 5.      | King Kong                                         | 550,5 $      |
| 6.      | Madagaskar                                        | 532,7 $      |
| 7.      | Pan i pani Smith                                  | 478,2 $      |
| 8.      | Charlie i fabryka czekolady                       | 475 $        |
| 9.      | Batman: Początek                                  | $372,7 $     |
| 10.     | Hitch: Najlepszy doradca przeciętnego faceta      | 368,1 $      |
| 11.     | Fantastyczna Czwórka                              | 330,6 $      |
| 12.     | Kurczak Mały                                      | 314,4 $      |
| 13.     | Polowanie na druhny                               | 285,2 $      |
| 14.     | Roboty                                            | 260,7 $      |
| 15.     | Ruchomy zamek Hauru                               | 235,2 $      |
| 16.     | Constantine                                       | 230,9 $      |
| 17.     | Plan lotu                                         | 223,4 $      |
| 18.     | Królestwo niebieskie                              | 211,7 $      |
| 19.     | Dick i Jane: Niezły ubaw                          | 202 $        |
| 20.     | Pacyfikator                                       | 198,6 $      |

## Przeboje kinowe w Polsce
Opracowano na podstawie materiału źródłowego.

### Filmy zagraniczne
| Lp. | Nazwa                                     | Liczba widzów |
| --- | ----------------------------------------- | ------------- |
| 1.  | Harry Potter i Czara Ognia                | 1 373 747     |
| 2.  | Madagaskar                                | 1 360 356     |
| 3.  | Gwiezdne wojny: część III – Zemsta Sithów | 926 702       |

### Filmy polskie
| Lp. | Nazwa                                  | Liczba widzów |
| --- | -------------------------------------- | ------------- |
| 1.  | Karol. Człowiek, który został papieżem | 1 878 124     |
| 2.  | Skazany na bluesa                      | 188 000       |
| 3.  | Komornik                               | 107 882       |

## Premiery

### Filmy polskie
| Data           | Tytuł filmu                            | Kraj   | Reżyseria                      | Obsada                                                                                       |
| -------------- | -------------------------------------- | ------ | ------------------------------ | -------------------------------------------------------------------------------------------- |
| 21 stycznia    | Rh+                                    | /      | Jarosław Żamojda               | Anna Przybylska, Robert Żołędziewski, Katarzyna Bujakiewicz, Andrzej Krukowski               |
| 4 marca        | Tulipany                               | Polska | Jacek Borcuch                  | Jan Nowicki, Zygmunt Malanowicz, Tadeusz Pluciński, Małgorzata Braunek, Andrzej Chyra        |
| 4 marca        | W dół kolorowym wzgórzem               | Polska | Przemysław Wojcieszek          | Dariusz Majchrzak, Aleksandra Popławska, Rafał Maćkowiak, Przemysław Bluszcz, Jacek Borcuch  |
| 11 marca       | Trzeci                                 | Polska | Jan Hryniak                    | Magdalena Cielecka, Jacek Poniedziałek, Marek Kondrat                                        |
| 1 kwietnia     | Motór                                  | Polska | Wiesław Paluch                 | Andrzej Szeremeta, Sebastian Nietupski, Grzegorz Wojdon, Andrzej J. Dąbrowski, Marcin Bosak  |
| 9 kwietnia     | PitBull                                | Polska | Patryk Vega                    | Marcin Dorociński, Janusz Gajos, Andrzej Grabowski, Rafał Mohr, Krzysztof Stroiński          |
| 13 maja        | Zakochany Anioł                        | Polska | Artur Więcek                   | Krzysztof Globisz, Anna Radwan-Gancarczyk, Jerzy Trela, Janusz Gajos                         |
| 27 maja        | Tajemnica kwiatu paproci               | Polska | Tadeusz Wilkosz Paweł Wendorff | Andrzej Nejman, Dariusz Majchrzak, Joanna Stasiewicz, Izabella Bukowska, Dorota Lanton       |
| 17 czerwca     | Karol. Człowiek, który został papieżem | /      | Giacomo Battiato               | Piotr Adamczyk, Małgorzata Bela, Ken Duken, Christo Szopow                                   |
| 24 czerwca     | Lawstorant                             | Polska | Mikołaj Haremski               | Zbigniew Buczkowski, Michał Wiśniewski, Tomasz Sapryk, Małgorzata Pieczyńska                 |
| 11 sierpnia    | Skazany na bluesa                      | Polska | Jan Kidawa-Błoński             | Tomasz Kot, Jolanta Fraszyńska, Maciej Balcar, Adam Baumann, Anna Dymna                      |
| 19 sierpnia    | Czas surferów                          | Polska | Jacek Gąsiorowski              | Bogusław Linda, Marian Dziędziel, Zbigniew Zamachowski, Agnieszka Maciąg, Bartosz Obuchowicz |
| 9 września     | Persona non grata                      | /      | Krzysztof Zanussi              | Zbigniew Zapasiewicz, Nikita Michałkow, Jerzy Stuhr, Daniel Olbrychski, Andrzej Chyra        |
| 23 września    | Wróżby kumaka                          | /      | Robert Gliński                 | Krystyna Janda, Matthias Habich, Marek Kondrat, Zbigniew Zamachowski                         |
| 30 września    | Mistrz                                 | Polska | Piotr Trzaskalski              | Konstantin Lawronenko, Jacek Braciak, Monika Buchowiec, Teresa Branna                        |
| 7 października | Komornik                               | Polska | Feliks Falk                    | Andrzej Chyra, Małgorzata Kożuchowska, Kinga Preis, Grzegorz Wojdon, Jan Frycz               |
| 4 listopada    | Jestem                                 | Polska | Dorota Kędzierzawska           | Agnieszka Nagorzycka, Piotr Jagielski, Edyta Jungowska, Basia Szkałuba                       |
| 4 listopada    | Legenda                                | Polska | Mariusz Pujszo                 | Agata Dratwa, Roksana Krzemińska, Joanna Liszowska, Magdalena Modra, Agnieszka Kawiorska     |
| 11 listopada   | Rozdroże Cafe                          | Polska | Leszek Wosiewicz               | Kazik Staszewski, Robert Olech, Maria Pakulnis, Dominika Markuszewska, Jacek Rozenek         |
| 2 grudnia      | Lekarz drzew                           | Polska | Janusz Zaorski                 | Magdalena Różczka, Tadeusz Szymków, Maria Pakulnis                                           |

### Filmy zagraniczne

#### Styczeń
| Premiera    | Premiera       | Tytuł filmu                                                                                   | Kraj              | Reżyseria                    | Obsada                                                                                       |
| Światowa    | Polska         | Tytuł filmu                                                                                   | Kraj              | Reżyseria                    | Obsada                                                                                       |
| ----------- | -------------- | --------------------------------------------------------------------------------------------- | ----------------- | ---------------------------- | -------------------------------------------------------------------------------------------- |
| styczeń     | 1 lipca        | Głęboko w gardle (Inside Deep Throat)                                                         | Stany Zjednoczone | Fenton Bailey, Randy Barbato | ----                                                                                         |
| styczeń     | 4 listopada    | Odessa... Odessa!                                                                             | /                 | Michale Boganim              | ----                                                                                         |
| (2004)      | 1 stycznia     | Aleksander (Alexander)                                                                        | /                 | Oliver Stone                 | Colin Farrell, Angelina Jolie, Val Kilmer, Anthony Hopkins, Jared Leto, Rosario Dawson       |
| (2003)      | 1 stycznia     | Dom z piasku i mgły (House of Sand and Fog)                                                   | Stany Zjednoczone | Vadim Perelman               | Jennifer Connelly, Ben Kingsley, Ron Eldard, Frances Fisher, Kim Dickens                     |
| (2001)      | 3 stycznia     | Deszcz (Baran)                                                                                |                   | Majid Majidi                 | Hossein Abedini, Zahra Bahrami, Mohammad Amir Naji, Hossein Mahjoub                          |
| 6 stycznia  | 10 marca       | Zebra z klasą (Racing Stripes)                                                                | Stany Zjednoczone | Frederik Du Chau             | Frankie Muniz, Bruce Greenwood, Hayden Panettiere, Caspar Poyck, Gary Bullock                |
| (2004)      | 7 stycznia     | Córka prezydenta (First Daughter)                                                             | Stany Zjednoczone | Forest Whitaker              | Katie Holmes, Marc Blucas, Amerie, Michael Keaton, Margaret Colin                            |
| 7 stycznia  | 26 sierpnia    | Głosy (White Noise)                                                                           | /                 | Geoffrey Sax                 | Michael Keaton, Chandra West, Deborah Kara Unger, Ian McNeice, Sarah Strange                 |
| (2003)      | 7 stycznia     | Wiosna, lato, jesień, zima... i wiosna (Bom yeoreum gaeul gyeoul geurigo bom)                 | /                 | Kim Ki-duk                   | Oh Yeong-su, Kim Ki-duk, Kim Young-min, Seo Jae-kyeong, Ha Yeo-jin                           |
| (2003)      | 7 stycznia     | Zatōichi                                                                                      | Japonia           | Takeshi Kitano               | Takeshi Kitano, Tadanobu Asano, Michiyo Ookusu, Gadarukanaru Taka, Daigorô Tachibana         |
| (2004)      | 7 stycznia     | Życie jest cudem (Život je čudo)                                                              | /                 | Emir Kusturica               | Slavko Štimac, Nataša Solak, Vesna Trivalić, Vuk Kostić, Aleksandar Berček                   |
| 12 stycznia | 26 sierpnia    | Jeden odchodzi, drugi zostaje (L’un reste, l’autre part)                                      | Francja           | Claude Berri                 | Charlotte Gainsbourg, Daniel Auteuil, Nathalie Baye, Pierre Arditi, Miou-Miou                |
| 13 stycznia | 18 lutego      | Elektra                                                                                       | /                 | Rob Bowman                   | Jennifer Garner, Goran Višnjić, Kirsten Prout, Will Yun Lee, Cary-Hiroyuki Tagawa            |
| (2003)      | 14 stycznia    | Kontrolerzy (Kontroll)                                                                        | Węgry             | Nimród Antal                 | Sándor Csányi, Zoltán Mucsi, Csaba Pindroch, Sándor Badár, Zsolt Nagy, Bence Mátyássy        |
| (2004)      | 14 stycznia    | Ocean’s Twelve: Dogrywka (Ocean’s Twelve)                                                     | Stany Zjednoczone | Steven Soderbergh            | George Clooney, Brad Pitt, Matt Damon, Vincent Cassel, Catherine Zeta-Jones                  |
| (2003)      | 14 stycznia    | Tajemnica Galindeza (The Galindez File)                                                       | /                 | Gerardo Herrero              | Saffron Burrows, Harvey Keitel, Eduard Fernández, Guillermo Toledo, John Furey               |
| (2004)      | 14 stycznia    | Upiór w operze (The Phantom of the Opera)                                                     | /                 | Joel Schumacher              | Gerard Butler, Emmy Rossum, Patrick Wilson, Miranda Richardson, Minnie Driver                |
| 19 stycznia | 10 czerwca     | Atak na posterunek (Assault on Precinct 13)                                                   | /                 | Jean-François Richet         | Ethan Hawke, Laurence Fishburne, Gabriel Byrne, Maria Bello, Drea de Matteo                  |
| (2001)      | 21 stycznia    | Czasem słońce, czasem deszcz (Kabhi Khushi Kabhie Gham...)                                    | Indie             | Karan Johar                  | Amitabh Bachchan, Jaya Bhaduri, Shah Rukh Khan, Kajol, Hrithik Roshan                        |
| (2004)      | 21 stycznia    | Lemony Snicket: Seria niefortunnych zdarzeń (Lemony Snicket’s A Series of Unfortunate Events) | /                 | Brad Silberling              | Jim Carrey, Liam Aiken, Emily Browning, Kara Hoffman, Meryl Streep                           |
| 21 stycznia | 7 października | Marsz pingwinów (La marche de l’empereur)                                                     | Francja           | Luc Jacquet                  | ----                                                                                         |
| (2004)      | 21 stycznia    | Melinda i Melinda (Melinda and Melinda)                                                       | Stany Zjednoczone | Woody Allen                  | Chiwetel Ejiofor, Will Ferrell, Jonny Lee Miller, Radha Mitchell, Amanda Peet, Chloë Sevigny |
| (2004)      | 21 stycznia    | The Grudge – Klątwa (The Grudge)                                                              | /                 | Takashi Shimizu              | Sarah Michelle Gellar, Jason Behr, William Mapother, Clea DuVall, KaDee Strickland           |
| (2004)      | 21 stycznia    | W stronę morza (Mar adentro)                                                                  | /                 | Alejandro Amenábar           | Javier Bardem, Belén Rueda, Lola Dueñas, Mabel Rivera, Celso Bugallo                         |
| 22 stycznia | 18 listopada   | Moja droga Wendy (Dear Wendy)                                                                 | /                 | Thomas Vinterberg            | Jamie Bell, Bill Pullman, Michael Angarano, Danso Gordon, Novella Nelson, Chris Owen         |
| 23 stycznia | 12 maja        | Obłęd (The Jacket)                                                                            | /                 | John Maybury                 | Adrien Brody, Keira Knightley, Kris Kristofferson, Jennifer Jason Leigh, Daniel Craig        |
| 24 stycznia | ----           | Co jest grane (Heights)                                                                       | Stany Zjednoczone | Chris Terrio                 | Glenn Close, Elizabeth Banks, James Marsden, Jesse Bradford, Rufus Wainwright, Eric Bogosian |
| 27 stycznia | 29 lipca       | Pretty Man, czyli chłopak do wynajęcia (The Wedding Date)                                     | Stany Zjednoczone | Clare Kilner                 | Debra Messing, Dermot Mulroney, Amy Adams, Jack Davenport, Sarah Parish                      |
| 27 stycznia | 11 marca       | Siła strachu (Hide and Seek)                                                                  | /                 | John Polson                  | Robert De Niro, Dakota Fanning, Famke Janssen, Elisabeth Shue, Amy Irving                    |
| (2004)      | 28 stycznia    | Blade: Mroczna trójca (Blade: Trinity)                                                        | Stany Zjednoczone | David S. Goyer               | Wesley Snipes, Kris Kristofferson, Dominic Purcell, Jessica Biel, Ryan Reynolds              |
| (2004)      | 28 stycznia    | Bliżej (Closer)                                                                               | Stany Zjednoczone | Mike Nichols                 | Natalie Portman, Jude Law, Julia Roberts, Clive Owen                                         |
| (2004)      | 28 stycznia    | Dziwka (Yo puta)                                                                              | Hiszpania         | María Lidón                  | Daryl Hannah, Denise Richards, Joaquim de Almeida, María Jiménez                             |
| (2001)      | 28 stycznia    | Niezwyciężony (Invincible)                                                                    | /                 | Werner Herzog                | Tim Roth, Udo Kier, Jouko Ahola, Anna Gourari, Max Raabe, Jacob Wein                         |
| 28 stycznia | 27 maja        | Obcy z głębin (Aliens of the Deep)                                                            | Stany Zjednoczone | James Cameron, Steven Quale  | ----                                                                                         |
| (2004)      | 28 stycznia    | Skarb narodów (National Treasure)                                                             | Stany Zjednoczone | Jon Turteltaub               | Nicolas Cage, Diane Kruger, Justin Bartha, Sean Bean, Jon Voight, Harvey Keitel              |

#### Luty
| Premiera  | Premiera        | Tytuł filmu                                                       | Kraj              | Reżyseria                                    | Obsada                                                                                           |
| Światowa  | Polska          | Tytuł filmu                                                       | Kraj              | Reżyseria                                    | Obsada                                                                                           |
| --------- | --------------- | ----------------------------------------------------------------- | ----------------- | -------------------------------------------- | ------------------------------------------------------------------------------------------------ |
| 2 lutego  | 15 lipca        | Człowiek pies (Danny the Dog)                                     | /                 | Louis Leterrier                              | Jet Li, Morgan Freeman, Bob Hoskins, Kerry Condon, Vincent Regan                                 |
| 2 lutego  | 9 września      | Magiczna karuzela (The Magic Roundabout)                          | /                 | Dave Borthwick, Jean Duval, Frank Passingham | Dubbing: Tom Baker, Jim Broadbent, Lee Evans, Joanna Lumley, Ian McKellen                        |
| (2004)    | 4 lutego        | Bezdroża (Sideways)                                               | Stany Zjednoczone | Alexander Payne                              | Paul Giamatti, Thomas Haden Church, Virginia Madsen, Sandra Oh, Marylouise Burke                 |
| 4 lutego  | 2 czerwca       | Boogeyman                                                         | /                 | Stephen T. Kay                               | Barry Watson, Emily Deschanel, Skye McCole Bartusiak, Tory Mussett, Andrew Glover                |
| 4 lutego  | 4 lutego        | Kubuś i Hefalumpy (Pooh’s Heffalump Movie)                        | Stany Zjednoczone | Frank Nissen                                 | Dubbing: Maciej Kujawski, Tomasz Steciuk, Jacek Czyż, Ryszard Nawrocki, Monika Błachnio          |
| (2004)    | 4 lutego        | Lawendowe wzgórze (Ladies in Lavender)                            | Wielka Brytania   | Charles Dance                                | Judi Dench, Maggie Smith, Daniel Brühl, Freddie Jones, Natascha McElhone                         |
| (2004)    | 4 lutego        | Marzyciel (Finding Neverland)                                     | /                 | Marc Forster                                 | Johnny Depp, Kate Winslet, Julie Christie, Radha Mitchell, Dustin Hoffman, Freddie Highmore      |
| (2003)    | 4 lutego        | Miłość na żądanie (Jeux d’enfants)                                | /                 | Yann Samuell                                 | Guillaume Canet, Marion Cotillard, Gérard Watkins, Gilles Lellouche                              |
| (2004)    | 4 lutego        | Ray                                                               | Stany Zjednoczone | Taylor Hackford                              | Jamie Foxx, Kerry Washington, Regina King, Clifton Powell, Harry Lennix                          |
| (2003)    | 4 lutego        | Zło (Ondskan)                                                     | /                 | Mikael Håfström                              | Andreas Wilson, Henrik Lundström, Gustaf Skarsgård, Linda Zilliacus, Jesper Salén                |
| 8 lutego  | 11 marca        | Constantine                                                       | /                 | Francis Lawrence                             | Keanu Reeves, Rachel Weisz, Shia LaBeouf, Djimon Hounsou, Max Baker, Tilda Swinton               |
| 10 lutego | 4 marca         | Hitch: Najlepszy doradca przeciętnego faceta (Hitch)              | Stany Zjednoczone | Andy Tennant                                 | Will Smith, Eva Mendes, Kevin James, Amber Valletta, Julie Ann Emery                             |
| (2004)    | 10 lutego       | Lucky Luke (Les Dalton)                                           | /                 | Philippe Haïm                                | Eric Judor, Ramzy Bedia, Saïd Serrari, Romain Berger, Til Schweiger                              |
| (2004)    | 11 lutego       | Bardzo długie zaręczyny (Un Long dimanche de fiançailles)         | /                 | Jean-Pierre Jeunet                           | Audrey Tautou, Gaspard Ulliel, Dominique Pinon, Jodie Foster, Marion Cotillard                   |
| (2004)    | 11 lutego       | Poznaj moich rodziców (Meet the Fockers)                          | Stany Zjednoczone | Jay Roach                                    | Robert De Niro, Ben Stiller, Dustin Hoffman, Barbra Streisand, Blythe Danner, Teri Polo          |
| (2004)    | 11 lutego       | Zatańcz ze mną (Shall We Dance)                                   | Stany Zjednoczone | Peter Chelsom                                | Richard Gere, Jennifer Lopez, Susan Sarandon, Lisa Ann Walter, Stanley Tucci                     |
| 12 lutego | 26 sierpnia     | Jeden dzień w Europie (One Day in Europe)                         | /                 | Hannes Stöhr                                 | Megan Gay, Ludmiła Cwietkowa, Andrei Sokolov, Oleg Assadulin, Vita Saval                         |
| 17 lutego | 23 września     | Opowieści o zwyczajnym szaleństwie (Příběhy obyčejného šílenství) | /                 | Petr Zelenka                                 | Ivan Trojan, Zuzana Sulajová, Miroslav Krobot, Nina Divísková, Karel Hermánek                    |
| (2004)    | 18 lutego       | Aviator (The Aviator)                                             | /                 | Martin Scorsese                              | Leonardo DiCaprio, Cate Blanchett, Kate Beckinsale, John C. Reilly, Alec Baldwin, Alan Alda      |
| (2004)    | 18 lutego       | Vera Drake                                                        | /                 | Mike Leigh                                   | Imelda Staunton, Richard Graham, Eddie Marsan, Anna Keaveney, Alex Kelly                         |
| (2004)    | 18 lutego       | Za wszelką cenę (Million Dollar Baby)                             | Stany Zjednoczone | Clint Eastwood                               | Clint Eastwood, Hilary Swank, Morgan Freeman, Jay Baruchel, Mike Colter                          |
| (2004)    | 25 lutego       | Dzienniki motocyklowe (Diarios de motocicleta)                    | /                 | Walter Salles                                | Gael García Bernal, Rodrigo De la Serna, Mercedes Morán, Jean Pierre Noher, Lucas Oro            |
| (2004)    | 25 lutego       | Lot Feniksa (Flight of the Phoenix)                               | Stany Zjednoczone | John Moore                                   | Dennis Quaid, Tyrese Gibson, Giovanni Ribisi, Miranda Otto, Tony Curran, Sticky Fingaz           |
| (2004)    | 25 lutego       | Piła (Saw)                                                        | /                 | James Wan                                    | Leigh Whannell, Cary Elwes, Danny Glover, Ken Leung, Dina Meyer, Mike Butters                    |
| (2004)    | 25 lutego       | Po zachodzie słońca (After the Sunset)                            | Stany Zjednoczone | Brett Ratner                                 | Pierce Brosnan, Salma Hayek, Woody Harrelson, Don Cheadle, Naomie Harris                         |
| 25 lutego | 28 października | Przeklęta (Cursed)                                                | /                 | Wes Craven                                   | Christina Ricci, Joshua Jackson, Judy Greer, Portia de Rossi, Jesse Eisenberg, Shannon Elizabeth |
| (2004)    | 25 lutego       | Wersja ostateczna (The Final Cut)                                 | /                 | Omar Naim                                    | Robin Williams, Mira Sorvino, James Caviezel, Mimi Kuzyk, Stephanie Romanov                      |
| 25 lutego | 9 grudnia       | Z pamiętnika wściekłej żony (Diary of a Mad Black Woman)          | Stany Zjednoczone | Darren Grant                                 | Kimberly Elise, Steve Harris, Tyler Perry, Shemar Moore, Lisa Marcos, Tamara Taylor              |

#### Marzec
| Premiera | Premiera    | Tytuł filmu                                                                | Kraj              | Reżyseria                      | Obsada                                                                                 |
| Światowa | Polska      | Tytuł filmu                                                                | Kraj              | Reżyseria                      | Obsada                                                                                 |
| -------- | ----------- | -------------------------------------------------------------------------- | ----------------- | ------------------------------ | -------------------------------------------------------------------------------------- |
| 1 marca  | 22 kwietnia | Pacyfikator (The Pacifier)                                                 | /                 | Adam Shankman                  | Vin Diesel, Lauren Graham, Faith Ford, Brittany Snow, Max Thieriot, Chris Potter       |
| 4 marca  | 22 kwietnia | Be Cool                                                                    | Stany Zjednoczone | F. Gary Gray                   | John Travolta, Uma Thurman, Vince Vaughn, Cedric the Entertainer, André 3000           |
| (2004)   | 4 marca     | Egzorcysta: Początek (Exorcist: The Beginning)                             | Stany Zjednoczone | Renny Harlin                   | Stellan Skarsgård, Izabella Scorupco, James D’Arcy, Remy Sweeney, Julian Wadham        |
| (2004)   | 4 marca     | Głową w mur (Gegen die Wand)                                               | /                 | Fatih Akın                     | Birol Ünel, Sibel Kekilli, Catrin Striebeck, Meltem Cumbul, Stefan Gebelhoff           |
| (2004)   | 4 marca     | Kinsey                                                                     | /                 | Bill Condon                    | Liam Neeson, Laura Linney, Chris O’Donnell, Peter Sarsgaard, Timothy Hutton            |
| (2004)   | 4 marca     | Płonąca pułapka (Ladder 49)                                                | Stany Zjednoczone | Jay Russell                    | Joaquin Phoenix, John Travolta, Jacinda Barrett, Robert Patrick, Morris Chestnut       |
| 9 marca  | 16 września | Osaczony (Hostage)                                                         | /                 | Florent Emilio Siri            | Bruce Willis, Kevin Pollak, Jimmy Bennett, Michelle Horn, Ben Foster, Jonathan Tucker  |
| 10 marca | 1 czerwca   | Roboty (Robots)                                                            | Stany Zjednoczone | Chris Wedge, Carlos Saldanha   | Dubbing: Ewan McGregor, Halle Berry, Mel Brooks, Greg Kinnear, Robin Williams          |
| 11 marca | 22 kwietnia | Miss Agent 2: Uzbrojona i urocza (Miss Congeniality 2: Armed and Fabulous) | /                 | John Pasquin                   | Sandra Bullock, Regina King, Enrique Murciano, William Shatner, Ernie Hudson           |
| (2004)   | 11 marca    | Podwodne życie ze Steve’em Zissou (The Life Aquatic with Steve Zissou)     | Stany Zjednoczone | Wes Anderson                   | Bill Murray, Owen Wilson, Cate Blanchett, Anjelica Huston, Willem Dafoe, Jeff Goldblum |
| 17 marca | 1 kwietnia  | The Ring 2 (The Ring Two)                                                  | Stany Zjednoczone | Hideo Nakata                   | Naomi Watts, Simon Baker, David Dorfman, Elizabeth Perkins, Gary Cole                  |
| (2004)   | 18 marca    | Drzwi w podłodze (The Door in the Floor)                                   | Stany Zjednoczone | Tod Williams                   | Elle Fanning, Jeff Bridges, Kim Basinger, Jon Foster, Mimi Rogers                      |
| (2003)   | 18 marca    | Intermission                                                               | /                 | John Crowley                   | Colin Farrell, Cillian Murphy, Kelly Macdonald, Colm Meaney, Shirley Henderson         |
| (2004)   | 18 marca    | Maria pełna łaski (Maria Full of Grace)                                    | /                 | Joshua Marston                 | Catalina Sandino Moreno, Virgina Ariza, Yenny Paola Vega, Rodrigo Sánchez Borhorquez   |
| (2003)   | 18 marca    | Opowieść o Zbawicielu (The Visual Bible: The Gospel of John)               | /                 | Philip Saville                 | Christopher Plummer, Henry Ian Cusick, Stuart Bunce, Daniel Kash, Stephen Russell      |
| 18 marca | (2005)      | Ślub Romea i Julii                                                         | Brazylia          | Bruno Barreto                  | Luana Piovani, Luiz Gustavo, Marco Ricca, Martha Mellinger, Berta Zemel                |
| 19 marca | (2005)      | Złodzieje z klasą                                                          | Stany Zjednoczone | Garry Burns                    | James Marsters, John Cassini, Larry Manetti, Wayne Robson, Margot Kidder               |
| 20 marca | 19 sierpnia | Szeregowiec Dolot (Valiant)                                                | /                 | Gary Chapman                   | Dubbing: Ewan McGregor, Ricky Gervais, Tim Curry, Jim Broadbent, Hugh Laurie           |
| (2004)   | 24 marca    | Wszyscy święci! (Saved!)                                                   | Stany Zjednoczone | Brian Dannelly                 | Jena Malone, Mandy Moore, Macaulay Culkin, Patrick Fugit, Heather Matarazzo            |
| 25 marca | 22 lipca    | Zgadnij kto (Guess Who)                                                    | Stany Zjednoczone | Kevin Rodney Sullivan          | Bernie Mac, Ashton Kutcher, Zoe Saldaña, Judith Scott, Hal Williams                    |
| 28 marca | 10 czerwca  | Sin City: Miasto grzechu (Sin City)                                        | Stany Zjednoczone | Frank Miller, Robert Rodriguez | Mickey Rourke, Bruce Willis, Clive Owen, Benicio del Toro, Jessica Alba                |
| (2004)   | 31 marca    | W doborowym towarzystwie (In Good Company)                                 | Stany Zjednoczone | Paul Weitz                     | Dennis Quaid, Topher Grace, Scarlett Johansson, Marg Helgenberger, David Paymer        |

#### Kwiecień
| Premiera    | Premiera        | Tytuł filmu                                                         | Kraj              | Reżyseria                        | Obsada                                                                                               |
| Światowa    | Polska          | Tytuł filmu                                                         | Kraj              | Reżyseria                        | Obsada                                                                                               |
| ----------- | --------------- | ------------------------------------------------------------------- | ----------------- | -------------------------------- | --- |
| (2004)      | 1 kwietnia      | 2046                                                                | /                 | Wong Kar-Wai                     | Tony Leung Chiu Wai, Gong Li, Faye Wong, Takuya Kimura, Zhang Ziyi                                   |
| (2004)      | 1 kwietnia      | Przygody Lisa Urwisa (Le Roman de Renart)                           | Luksemburg        | Thierry Schiel                   | Dubbing: Jacek Kopczyński, Agnieszka Kunikowska, Janusz Zadura, Wojciech Paszkowski, Cezary Morawski |
| (2003)      | 1 kwietnia      | Rekonstrukcja (Reconstruction)                                      | Dania             | Christoffer Boe                  | Klaus Mulbjerg, Nikolaj Lie Kaas, Maria Bonnevie, Krister Henriksson, Nicolas Bro                    |
| (2002)      | 1 kwietnia      | Zakopana Betty (Plots with a View)                                  | /                 | Nick Hurran                      | Brenda Blethyn, Naomi Watts, Alfred Molina, Lee Evans, Christopher Walken                            |
| 4 kwietnia  | 14 kwietnia     | Sahara                                                              | /                 | Breck Eisner                     | Matthew McConaughey, Steve Zahn, Penélope Cruz, William H. Macy, Lambert Wilson                      |
| 4 kwietnia  | 15 kwietnia     | Tłumaczka (The Interpreter)                                         | /                 | Sydney Pollack                   | Nicole Kidman, Sean Penn, Catherine Keener, Jesper Christensen, Yvan Attal                           |
| 6 kwietnia  | 16 września     | Miłosna zagrywka (Fever Pitch)                                      | /                 | Bobby Farrelly, Peter Farrelly   | Drew Barrymore, Jimmy Fallon, Jason Spevack, Jack Kehler, Scott Severance                            |
| 7 kwietnia  | 22 lipca        | Amityville (The Amityville Horror)                                  | Stany Zjednoczone | Andrew Douglas                   | Ryan Reynolds, Melissa George, Jesse James, Jimmy Bennett, Chloë Moretz                              |
| 8 kwietnia  | 14 października | Dzikie safari 3D: Południowoafrykańska przygoda (Wild Safari 3D)    | Belgia            | Ben Stassen                      | ----                                                                                                 |
| (2003)      | 9 kwietnia      | 11:14                                                               | /                 | Greg Marcks                      | Hilary Swank, Patrick Swayze, Henry Thomas, Blake Heron, Barbara Hershey                             |
| (2004)      | 9 kwietnia      | Genesis                                                             | /                 | Claude Nuridsany, Marie Pérennou | ----                                                                                                 |
| (2004)      | 9 kwietnia      | Mechanik (El Maquinista)                                            | Hiszpania         | Brad Anderson                    | Christian Bale, Jennifer Jason Leigh, Aitana Sánchez-Gijón, John Sharian, Michael Ironside           |
| 12 kwietnia | 21 października | Factotum                                                            | /                 | Bent Hamer                       | Matt Dillon, Lili Taylor, Didier Flamand, Fisher Stevens, Marisa Tomei                               |
| (2004)      | 15 kwietnia     | Dom latających sztyletów (Shi mian mai fu)                          | /                 | Zhang Yimou                      | Takeshi Kaneshiro, Andy Lau, Zhang Ziyi, Dandan Song                                                 |
| (2004)      | 15 kwietnia     | Lato miłości (My Summer of Love)                                    | Wielka Brytania   | Paweł Pawlikowski                | Natalie Press, Emily Blunt, Paddy Considine, Dean Andrews, Michelle Byrne                            |
| (2004)      | 15 kwietnia     | Peter Sellers: Życie i śmierć (The Life and Death of Peter Sellers) | /                 | Stephen Hopkins                  | Geoffrey Rush, Charlize Theron, Emily Watson, John Lithgow, Miriam Margolyes                         |
| 20 kwietnia | 10 czerwca      | Autostopem przez Galaktykę (The Hitchhiker’s Guide to the Galaxy)   | /                 | Garth Jennings                   | Martin Freeman, Mos Def, Sam Rockwell, Zooey Deschanel, Bill Nighy                                   |
| 20 kwietnia | 9 września      | Imperium wilków (L’empire des loups)                                | Francja           | Chris Nahon                      | Jean Reno, Arly Jover, Jocelyn Quivrin, Laura Morante, Philippe Bas, David Kammenos                  |
| 21 kwietnia | 28 października | Naga prawda o miłości (The Truth About Love)                        | Wielka Brytania   | John Hay                         | Dougray Scott, Jennifer Love Hewitt, David Christian, Freddie Waters, Jimi Mistry                    |
| 21 kwietnia | 13 maja         | Zupełnie jak miłość (A Lot Like Love)                               | Stany Zjednoczone | Nigel Cole                       | Amanda Peet, Ashton Kutcher, Taryn Manning, Aimee Garcia, Lee Garlington                             |
| (2004)      | 22 kwietnia     | 13 Dzielnica (Banlieue 13)                                          | Francja           | Pierre Morel                     | Cyril Raffaelli, David Belle, Tony D’Amario, Bibi Naceri, Dany Verissimo                             |
| (2004)      | 22 kwietnia     | 5x2 pięć razy we dwoje (5x2)                                        | Francja           | François Ozon                    | Valeria Bruni Tedeschi, Stéphane Freiss, Françoise Fabian, Michael Lonsdale, Géraldine Pailhas       |
| (2004)      | 22 kwietnia     | R-Point                                                             | Korea Południowa  | Su-chang Kong                    | Woo-seong Kam, Byung-ho Son, Tae-kyung Oh, Won-sang Park, Seon-gyun Lee                              |
| 26 kwietnia | 12 sierpnia     | Dom woskowych ciał (House of Wax)                                   | /                 | Jaume Collet-Serra               | Elisha Cuthbert, Chad Michael Murray, Brian Van Holt, Paris Hilton, Jared Padalecki                  |
| 27 kwietnia | 3 czerwca       | xXx 2: Następny poziom (xXx: State of the Union)                    | Stany Zjednoczone | Lee Tamahori                     | Ice Cube, Samuel L. Jackson, Willem Dafoe, Scott Speedman, Peter Strauss                             |

#### Maj
| Premiera | Premiera        | Tytuł filmu                                                                              | Kraj              | Reżyseria                          | Obsada                                                                                   |
| Światowa | Polska          | Tytuł filmu                                                                              | Kraj              | Reżyseria                          | Obsada                                                                                   |
| -------- | --------------- | ---------------------------------------------------------------------------------------- | ----------------- | ---------------------------------- | ---------------------------------------------------------------------------------------- |
| maj      | ----            | Życie za śmierć (The Dark)                                                               | /                 | John Fawcett                       | Maria Bello, Sean Bean, Maurice Roëves, Sophie Stuckey, Abigail Stone                    |
| 2 maja   | 6 maja          | Królestwo niebieskie (Kingdom of Heaven)                                                 | /                 | Ridley Scott                       | Orlando Bloom, Liam Neeson, Jeremy Irons, Eva Green, Edward Norton                       |
| 5 maja   | 15 lipca        | Sposób na teściową (Monster-in-Law)                                                      | /                 | Robert Luketic                     | Jennifer Lopez, Jane Fonda, Michael Vartan, Wanda Sykes, Adam Scott                      |
| (2004)   | 6 maja          | Jedwabna opowieść (Brodeuses)                                                            | Francja           | Éléonore Faucher                   | Lola Naymark, Ariane Ascaride, Jackie Berroyer, Thomas Laroppe, Marie Félix              |
| (2003)   | 6 maja          | Pamięć złotej rybki (Goldfish Memory)                                                    | Irlandia          | Elizabeth Gill                     | Sean Campion, Fiona O’Shaughnessy, Fiona Glascott, Peter Gaynor, Keith McErlean          |
| 13 maja  | 9 grudnia       | Zakochani widzą słonie (Voksne mennesker)                                                | /                 | Dagur Kári                         | Jakob Cedergren, Nicolas Bro, Tilly Scott Pedersen, Morten Suurballe, Bodil Jørgensen    |
| 14 maja  | 11 listopada    | Ukryte (Caché)                                                                           | /                 | Michael Haneke                     | Daniel Auteuil, Juliette Binoche, Maurice Bénichou, Annie Girardot, Bernard Le Coq       |
| 15 maja  | 19 maja         | Gwiezdne wojny: część III – Zemsta Sithów (Star Wars: Episode III – Revenge of the Sith) | Stany Zjednoczone | George Lucas                       | Ewan McGregor, Natalie Portman, Hayden Christensen, Ian McDiarmid, Samuel L. Jackson     |
| 16 maja  | –               | Boże Narodzenie (Joyeux Noël)                                                            | /                 | Christian Carion                   | Diane Kruger, Benno Fürmann, Guillaume Canet, Gary Lewis, Dany Boon, Daniel Brühl        |
| 16 maja  | 18 listopada    | Historia przemocy (A History of Violence)                                                | /                 | David Cronenberg                   | Viggo Mortensen, Maria Bello, Ed Harris, William Hurt, Ashton Holmes                     |
| 17 maja  | 16 września     | Broken Flowers                                                                           | Francja           | Jim Jarmusch                       | Bill Murray, Julie Delpy, Sharon Stone, Jessica Lange, Tilda Swinton                     |
| 17 maja  | 21 października | Dziecko (L’enfant)                                                                       | /                 | Jean-Pierre Dardenne, Luc Dardenne | Jérémie Renier, Déborah François, Jérémie Segard, Fabrizio Rongione, Olivier Gourmet     |
| 19 maja  | 14 października | Nie wracaj w te strony (Don’t Come Knocking)                                             | /                 | Wim Wenders                        | Sam Shepard, Jessica Lange, Tim Roth, Gabriel Mann, Sarah Polley                         |
| (2004)   | 19 maja         | Zabić prezydenta (The Assassination of Richard Nixon)                                    | /                 | Niels Mueller                      | Sean Penn, Naomi Watts, Don Cheadle, Jack Thompson, Brad William Henke                   |
| (2004)   | 20 maja         | Edukatorzy (Die Fetten Jahre Sind Vorbei)                                                | /                 | Hans Weingartner                   | Daniel Brühl, Julia Jentsch, Stipe Erceg, Burghart Klaußner, Peer Martiny                |
| 23 maja  | 9 września      | Człowiek ringu (Cinderella Man)                                                          | Stany Zjednoczone | Ron Howard                         | Russell Crowe, Renée Zellweger, Paul Giamatti, Craig Bierko, Paddy Considine             |
| 25 maja  | 1 lipca         | Madagaskar (Madagascar)                                                                  | Stany Zjednoczone | Eric Darnell, Tom McGrath          | Dubbing: Ben Stiller, Chris Rock, David Schwimmer, Jada Pinkett Smith, Sacha Baron Cohen |
| (2004)   | 27 maja         | Vanity Fair. Targowisko próżności (Vanity Fair)                                          | /                 | Mira Nair                          | Reese Witherspoon, Romola Garai, Gabriel Byrne, Jonathan Rhys Meyers, Bob Hoskins        |

#### Czerwiec
| Premiera   | Premiera       | Tytuł filmu                                                               | Kraj              | Reżyseria         | Obsada                                                                                   |
| Światowa   | Polska         | Tytuł filmu                                                               | Kraj              | Reżyseria         | Obsada                                                                                   |
| ---------- | -------------- | ------------------------------------------------------------------------- | ----------------- | ----------------- | ---------------------------------------------------------------------------------------- |
| (2004)     | 3 czerwca      | Arsène Lupin                                                              | /                 | Jean-Paul Salomé  | Romain Duris, Kristin Scott Thomas, Pascal Greggory, Eva Green, Robin Renucci            |
| 7 czerwca  | 5 sierpnia     | Mr. & Mrs. Smith                                                          | Stany Zjednoczone | Doug Liman        | Brad Pitt, Angelina Jolie, Vince Vaughn, Adam Brody, Kerry Washington                    |
| (1992)     | 10 czerwca     | Baraka                                                                    | Stany Zjednoczone | Ron Fricke        | ----                                                                                     |
| 10 czerwca | 29 lipca       | Batman: Początek (Batman Begins)                                          | /                 | Christopher Nolan | Christian Bale, Michael Caine, Morgan Freeman, Gary Oldman, Cillian Murphy, Katie Holmes |
| (2004)     | 10 czerwca     | Exils                                                                     | /                 | Tony Gatlif       | Romain Duris, Lubna Azabal, Zouhir Gacem, Leila Makhlouf, Habib Cheik                    |
| 10 czerwca | 5 sierpnia     | Rekin i Lava: Przygoda w 3D (The Adventures of Sharkboy and Lavagirl 3-D) | Stany Zjednoczone | Robert Rodriguez  | Taylor Lautner, Taylor Dooley, Cayden Boyd, George Lopez, David Arquette                 |
| 13 czerwca | 8 lipca        | Wojna światów (War of the Worlds)                                         | Stany Zjednoczone | Steven Spielberg  | Tom Cruise, Dakota Fanning, Miranda Otto, Justin Chatwin, Tim Robbins                    |
| 15 czerwca | 12 sierpnia    | Smak życia 2 (Les Poupées russes)                                         | /                 | Cédric Klapisch   | Romain Duris, Kelly Reilly, Audrey Tautou, Cécile de France, Kevin Bishop                |
| 18 czerwca | ----           | The Ape                                                                   | Stany Zjednoczone | James Franco      | James Franco, Danny Molina                                                               |
| 18 czerwca | 5 sierpnia     | Ziemia żywych trupów (Land of the Dead)                                   | /                 | George A. Romero  | Simon Baker, John Leguizamo, Dennis Hopper, Asia Argento, Robert Joy                     |
| 19 czerwca | 22 lipca       | Garbi: super bryka (Herbie: Fully Loaded)                                 | Stany Zjednoczone | Angela Robinson   | Lindsay Lohan, Michael Keaton, Matt Dillon, Breckin Meyer, Justin Long                   |
| (2004)     | 24 czerwca     | Bombon. Historia pewnej przyjaźni (Bombón. El Perro)                      | /                 | Carlos Sorin      | Juan Villegas, Walter Donado, Rosa Valsecchi, Mariela Díaz, Sabino Morales               |
| 24 czerwca | 7 października | Czarownica                                                                | Stany Zjednoczone | Nora Ephron       | Nicole Kidman, Will Ferrell, Shirley MacLaine, Michael Caine, Jason Schwartzman          |
| (2004)     | 24 czerwca     | Grunt to rodzinka (L’enquête Corse)                                       | Francja           | Alain Berbérian   | Christian Clavier, Jean Reno, Caterina Murino, Didier Flamand, Pierre Salasca            |
| 27 czerwca | 19 sierpnia    | Dark Water – Fatum (Dark Water)                                           | Stany Zjednoczone | Walter Salles     | Jennifer Connelly, John C. Reilly, Tim Roth, Dougray Scott, Pete Postlethwaite           |
| 29 czerwca | 19 sierpnia    | Fantastyczna Czwórka (Fantastic Four)                                     | /                 | Tim Story         | Ioan Gruffudd, Jessica Alba, Chris Evans, Michael Chiklis, Julian McMahon                |

#### Lipiec
| Premiera | Premiera     | Tytuł filmu                                                     | Kraj              | Reżyseria               | Obsada                                                                               |
| Światowa | Polska       | Tytuł filmu                                                     | Kraj              | Reżyseria               | Obsada                                                                               |
| -------- | ------------ | --------------------------------------------------------------- | ----------------- | ----------------------- | ------------------------------------------------------------------------------------ |
| (1999)   | 1 lipca      | Gra wstępna (Ôdishon)                                           | /                 | Takashi Miike           | Ryō Ishibashi, Eihi Shiina, Tetsu Sawaki, Jun Kunimura, Renji Ishibashi              |
| 10 lipca | 9 września   | Charlie i fabryka czekolady (Charlie and the Chocolate Factory) | /                 | Tim Burton              | Johnny Depp, Freddie Highmore, David Kelly, Helena Bonham Carter, Noah Taylor        |
| 11 lipca | 2 września   | Wyspa (The Island)                                              | Stany Zjednoczone | Michael Bay             | Ewan McGregor, Scarlett Johansson, Djimon Hounsou, Sean Bean, Steve Buscemi          |
| 13 lipca | 23 września  | Polowanie na druhny (Wedding Crashers)                          | Stany Zjednoczone | David Dobkin            | Owen Wilson, Vince Vaughn, Christopher Walken, Rachel McAdams, Isla Fisher           |
| (2003)   | 15 lipca     | Kasjerzy czy kasiarze? (Scorched)                               | Stany Zjednoczone | Gavin Grazer            | Alicia Silverstone, Rachael Leigh Cook, Woody Harrelson, John Cleese, Paulo Costanzo |
| 21 lipca | 9 grudnia    | Facet z ogłoszenia (Must Love Dogs)                             | Stany Zjednoczone | Gary David Goldberg     | Diane Lane, John Cusack, Elizabeth Perkins, Christopher Plummer, Dermot Mulroney     |
| 22 lipca | 26 sierpnia  | Bękarty diabła (The Devil’s Rejects)                            | /                 | Rob Zombie              | Sid Haig, Bill Moseley, Sheri Moon Zombie, William Forsythe, Ken Foree               |
| (2004)   | 22 lipca     | Miasto gniewu (Crash)                                           | /                 | Paul Haggis             | Don Cheadle, Matt Dillon, Sandra Bullock, Brendan Fraser, Terrence Howard            |
| (2004)   | 22 lipca     | Tajni agenci (Agents secrets)                                   | /                 | Frédéric Schoendoerffer | Vincent Cassel, Monica Bellucci, André Dussollier, Charles Berling, Serge Avedikian  |
| 27 lipca | 18 listopada | Niewidzialny (Stealth)                                          | Stany Zjednoczone | Rob Cohen               | Josh Lucas, Jessica Biel, Jamie Foxx, Sam Shepard, Richard Roxburgh                  |
| 29 lipca | 2 września   | Klucz do koszmaru (The Skeleton Key)                            | Stany Zjednoczone | Iain Softley            | Kate Hudson, Gena Rowlands, John Hurt, Peter Sarsgaard, Joy Bryant                   |

#### Sierpień
| Premiera    | Premiera        | Tytuł filmu                                     | Kraj              | Reżyseria          | Obsada                                                                               |
| Światowa    | Polska          | Tytuł filmu                                     | Kraj              | Reżyseria          | Obsada                                                                               |
| ----------- | --------------- | ----------------------------------------------- | ----------------- | ------------------ | ------------------------------------------------------------------------------------ |
| 3 sierpnia  | 11 listopada    | Transporter 2                                   | /                 | Louis Leterrier    | Jason Statham, Alessandro Gassman, Amber Valletta, Kate Nauta, Matthew Modine        |
| 4 sierpnia  | 30 września     | Red Eye                                         | Stany Zjednoczone | Wes Craven         | Rachel McAdams, Cillian Murphy, Brian Cox, Jayma Mays, Jack Scalia                   |
| 11 sierpnia | 28 października | 40-letni prawiczek (The 40 Year-Old Virgin)     | Stany Zjednoczone | Judd Apatow        | Steve Carell, Catherine Keener, Paul Rudd, Romany Malco, Seth Rogen, Elizabeth Banks |
| 12 sierpnia | 11 listopada    | Czterej bracia (Four Brothers)                  | Stany Zjednoczone | John Singleton     | Mark Wahlberg, Tyrese Gibson, André 3000, Garrett Hedlund, Terrence Howard           |
| 26 sierpnia | 10 listopada    | Nieustraszeni bracia Grimm (The Brothers Grimm) | /                 | Terry Gilliam      | Heath Ledger, Matt Damon, Jonathan Pryce, Lena Headey, Monica Bellucci               |
| 31 sierpnia | 21 października | Wierny ogrodnik (The Constant Gardener)         | /                 | Fernando Meirelles | Ralph Fiennes, Rachel Weisz, Danny Huston, Bill Nighy, Pete Postlethwaite            |

#### Wrzesień
| Premiera    | Premiera        | Tytuł filmu                                                                         | Kraj              | Reżyseria                  | Obsada                                                                                             |
| Światowa    | Polska          | Tytuł filmu                                                                         | Kraj              | Reżyseria                  | Obsada                                                                                             |
| ----------- | --------------- | ----------------------------------------------------------------------------------- | ----------------- | -------------------------- | -------------------------------------------------------------------------------------------------- |
| 1 września  | 28 października | Egzorcyzmy Emily Rose (The Exorcism of Emily Rose)                                  | Stany Zjednoczone | Scott Derrickson           | Laura Linney, Tom Wilkinson, Campbell Scott, Jennifer Carpenter, Colm Feore                        |
| (2004)      | 2 września      | 9 Songs                                                                             | Wielka Brytania   | Michael Winterbottom       | Kieran O’Brien, Margo Stilley                                                                      |
| (2004)      | 2 września      | Duma i uprzedzenie (Bride & Prejudice)                                              | /                 | Gurinder Chadha            | Aishwarya Rai, Martin Henderson, Nadira Babbar, Anupam Kher, Naveen Andrews                        |
| (2004)      | 2 września      | Głosy niewinności (Voces inocentes)                                                 | /                 | Luis Mandoki               | Carlos Padilla, Leonor Varela, Gustavo Muñoz, José María Yazpik, Ofelia Medina                     |
| 4 września  | 2 grudnia       | Elizabethtown                                                                       | Stany Zjednoczone | Cameron Crowe              | Orlando Bloom, Kirsten Dunst, Susan Sarandon, Alec Baldwin, Bruce McGill                           |
| 4 września  | 14 października | Wallace i Gromit: Klątwa królika (Wallace & Gromit in The Curse of the Were-Rabbit) | Wielka Brytania   | Steve Box, Nick Park       | Dubbing: Peter Sallis, Ralph Fiennes, Helena Bonham Carter, Peter Kay, Nicholas Smith              |
| 7 września  | 28 października | Gnijąca panna młoda Tima Burtona (Corpse Bride)                                     | /                 | Tim Burton, Mike Johnson   | Dubbing: Johnny Depp, Helena Bonham Carter, Emily Watson, Tracey Ullman, Paul Whitehouse           |
| 8 września  | 21 października | Gol! (Goal!)                                                                        | /                 | Danny Cannon               | Kuno Becker, Stephen Dillane, Anna Friel, Alessandro Nivola, Zinédine Zidane                       |
| (2004)      | 9 września      | Rekiny 3D. Bliskie Spotkanie z Ginącymi Władcami Oceanów (Sharks 3D)                | /                 | Jean-Jacques Mantello      | ----                                                                                               |
| 11 września | 30 września     | Oliver Twist                                                                        | /                 | Roman Polański             | Ben Kingsley, Barney Clark, Jamie Foreman, Harry Eden, Leanne Rowe                                 |
| 11 września | 18 listopada    | Revolver                                                                            | /                 | Guy Ritchie                | Jason Statham, Ray Liotta, Vincent Pastore, André 3000, Terence Maynard                            |
| 16 września | 4 listopada     | Pan życia i śmierci (Lord of War)                                                   | /                 | Andrew Niccol              | Nicolas Cage, Bridget Moynahan, Jared Leto, Ethan Hawke, Donald Sutherland, Ian Holm               |
| (2004)      | 16 września     | Przeznaczone do burdelu (Born Into Brothels: Calcutta’s Red Light Kids)             | Stany Zjednoczone | Zana Briski, Ross Kauffman | ----                                                                                               |
| (2004)      | 16 września     | Ruchomy zamek Hauru (Hauru no ugoku shiro)                                          | Japonia           | Hayao Miyazaki             | Dubbing: Bartosz Adamczyk, Beata Wyrąbkiewicz, Joanna Jędryka, Bartosz Czarnecki, Jarosław Boberek |
| 21 września | 25 grudnia      | Serce nie sługa (Prime)                                                             | Stany Zjednoczone | Ben Younger                | Uma Thurman, Meryl Streep, Bryan Greenberg, Jon Abrahams, Adriana Biasi                            |
| 22 września | 14 października | Plan lotu (Flightplan)                                                              | Stany Zjednoczone | Robert Schwentke           | Jodie Foster, Peter Sarsgaard, Sean Bean, Kate Beahan, Michael Irby                                |
| (2002)      | 23 września     | Bliźniaczki (De Tweeling)                                                           | /                 | Ben Sombogaart             | Sina Richardt, Julia Koopmans, Thekla Reuten, Nadja Uhl, Ellen Vogel                               |
| (2004)      | 23 września     | Cała zima bez ognia (Tout un hiver sans feu)                                        | /                 | Greg Zgliński              | Aurélien Recoing, Marie Matheron, Gabriela Muskała, Blerim Gjoci, Nathalie Boulin                  |
| (1997)      | 30 września     | Guzikowcy (Knoflíkári)                                                              | Czechy            | Petr Zelenka               | Pavel Zajicek, Jan Haubert, Seisuke Tsukahara, Motohiro Hosoya, Junzo Inokuchi                     |

#### Październik
| Premiera        | Premiera        | Tytuł filmu                                            | Kraj              | Reżyseria                          | Obsada                                                                                         |
| Światowa        | Polska          | Tytuł filmu                                            | Kraj              | Reżyseria                          | Obsada                                                                                         |
| --------------- | --------------- | ------------------------------------------------------ | ----------------- | ---------------------------------- | ---------------------------------------------------------------------------------------------- |
| (2004)          | 7 października  | Appleseed (Appurushîdo)                                | Japonia           | Shinji Aramaki                     | Dubbing: Ai Kobayashi, Jûrôta Kosugi, Yuki Matsuoko, Asumi Miwa, Akimoto Tsubasa               |
| (2004)          | 7 października  | Dziadek do orzechów (The Nutcracker and the Mouseking) | /                 | Tatjana Ilyina, Michael G. Johnson | Dubbing: Robert Kudelski, Beata Olga Kowalska, Ryszard Kotys, Janusz Łuczak, Grzegorz Pawlak   |
| (2002)          | 7 października  | Jeździec wielorybów (Whale Rider)                      | /                 | Niki Caro                          | Keisha Castle-Hughes, Rawiri Paratene, Vicky Haughton, Cliff Curtis, Grant Roa                 |
| (2003)          | 7 października  | Kodeks 46 (Code 46)                                    | Wielka Brytania   | Michael Winterbottom               | Tim Robbins, Samantha Morton, Om Puri, Jeanne Balibar, Emil Marwa                              |
| 7 października  | 18 listopada    | Podwójna gra (Two for the Money)                       | Stany Zjednoczone | D.J. Caruso                        | Al Pacino, Matthew McConaughey, Rene Russo, Armand Assante, Jeremy Piven                       |
| (2004)          | 7 października  | Pusty dom (Bin jip)                                    | /                 | Kim Ki-duk                         | Seung-yeon Lee, Hyun-kyoon Lee, Hyuk-ho Kwon, Jeong-ho Choi, Ju-seok Lee                       |
| (2004)          | 14 października | Straż Nocna (Ночной Дозор)                             | Rosja             | Timur Biekmambietow                | Konstantin Chabienski, Władimir Mieńszow, Walerij Zołotuchin, Marija Poroszyna, Galina Tiunina |
| 20 października | 21 października | Doom                                                   | /                 | Andrzej Bartkowiak                 | Dwayne Johnson, Karl Urban, Rosamund Pike, Ben Daniels, Razaaq Adoti                           |
| (2004)          | 21 października | Dziewiąty dzień (Der Neunte Tag)                       | /                 | Volker Schlöndorff                 | Ulrich Matthes, August Diehl, Hilmar Thate, Bibiana Beglau, Germain Wagner                     |
| 24 października | 4 listopada     | Legenda Zorro (The Legend of Zorro)                    | Stany Zjednoczone | Martin Campbell                    | Antonio Banderas, Catherine Zeta-Jones, Rufus Sewell, Raúl Méndez                              |
| (2004)          | 28 października | Lęk (Creep)                                            | /                 | Christopher Smith                  | Franka Potente, Vas Blackwood, Ken Campbell, Jeremy Sheffield, Paul Rattray                    |
| 30 października | 11 listopada    | Kurczak Mały (Chicken Little)                          | Stany Zjednoczone | Mark Dindal                        | Dubbing: Zach Braff, Garry Marshall, Don Knotts, Patrick Stewart, Amy Sedaris                  |

#### Listopad
| Premiera     | Premiera     | Tytuł filmu                                                      | Kraj              | Reżyseria               | Obsada                                                                                    |
| Światowa     | Polska       | Tytuł filmu                                                      | Kraj              | Reżyseria               | Obsada                                                                                    |
| ------------ | ------------ | ---------------------------------------------------------------- | ----------------- | ----------------------- | ----------------------------------------------------------------------------------------- |
| (2004)       | 4 listopada  | Hotel Ruanda (Hotel Rwanda)                                      | /                 | Terry George            | Don Cheadle, Nick Nolte, Sophie Okonedo, Joaquin Phoenix, Jean Reno                       |
| (2002)       | 4 listopada  | Infernal Affairs: Piekielna gra (Mou gaan dou)                   | Hongkong          | Wai-keung Lau, Alan Mak | Andy Lau, Tony Leung Chiu Wai, Anthony Wong Chau-Sang, Eric Tsang, Kelly Chen             |
| 6 listopada  | 25 listopada | Harry Potter i Czara Ognia (Harry Potter and the Goblet of Fire) | /                 | Mike Newell             | Daniel Radcliffe, Emma Watson, Rupert Grint, Ralph Fiennes, Brendan Gleeson, Alan Rickman |
| (2004)       | 25 listopada | Jak w niebie (Så som i himmelen)                                 | Szwecja           | Kay Pollak              | Mikael Nyqvist, Frida Hallgren, Helen Sjöholm, Lennart Jähkel, Ingela Olsson, Niklas Falk |
| (2002)       | 25 listopada | Rok diabła (Rok ďábla)                                           | Czechy            | Petr Zelenka            | Jaromír Nohavica                                                                          |
| (2003)       | 25 listopada | Witaj, nocy (Buongiorno, notte)                                  | Włochy            | Marco Bellocchio        | Maya Sansa, Luigi Lo Cascio, Roberto Herlitzka, Paolo Briguglia, Pier Giorgio Bellocchio  |
| 26 listopada | 30 grudnia   | Rodzinny dom wariatów (The Family Stone)                         | Stany Zjednoczone | Thomas Bezucha          | Claire Danes, Diane Keaton, Rachel McAdams, Dermot Mulroney, Craig T. Nelson              |

#### Grudzień
| Premiera  | Premiera   | Tytuł filmu                                              | Kraj    | Reżyseria       | Obsada                                                                                      |
| Światowa  | Polska     | Tytuł filmu                                              | Kraj    | Reżyseria       | Obsada                                                                                      |
| --------- | ---------- | -------------------------------------------------------- | ------- | --------------- | ------------------------------------------------------------------------------------------- |
| (2004)    | 2 grudnia  | 36 (36 Quai des Orfèvres)                                | Francja | Olivier Marchal | Daniel Auteuil, Gérard Depardieu, André Dussollier, Roschdy Zem, Valeria Golino             |
| (2004)    | 2 grudnia  | Porządna kobieta (A Good Woman)                          | /       | Mike Barker     | Helen Hunt, Scarlett Johansson, Milena Vukotic, Tom Wilkinson, Giorgia Massetti             |
| (2004)    | 2 grudnia  | Jestem przy tobie (Main Hoon Na)                         | Indie   | Farah Khan      | Shah Rukh Khan, Sushmita Sen, Sunil Shetty, Zayed Khan, Amrita Rao                          |
| (2004)    | 2 grudnia  | Mars                                                     | Rosja   | Anna Mielikian  | Jurij Kucenko, Nana Kiknadze, Artur Smoljaninow, Jewgienija Dobrowolskaja                   |
| (2004)    | 2 grudnia  | Trzy pokoje melancholii (Melancholian 3 huonetta)        | /       | Pirjo Honkasalo | ----                                                                                        |
| 5 grudnia | 14 grudnia | King Kong                                                | /       | Peter Jackson   | Naomi Watts, Jack Black, Adrien Brody, Thomas Kretschmann, Colin Hanks                      |
| (2002)    | 9 grudnia  | Księżniczka na ziarnku grochu (The Princess and the Pea) | /       | Mark Swan       | Dubbing: Olga Bończyk, Karolina Gruszka, Mateusz Damięcki, Mariusz Benoit, Stanisław Brudny |

## Nagrody filmowe

### Złote Globy
62. ceremonia wręczenia Złotych Globów odbyła się 16 stycznia 2005 roku.
- Pełna lista nagrodzonych

| Najlepszy film dramatycznyAviator (The Aviator) Najlepszy reżyserClint Eastwood za film Za wszelką cenę (Million Dollar Baby) | Najlepsza aktorka w filmie dramatycznymHilary Swank za rolę w filmie Za wszelką cenę (Million Dollar Baby) Najlepszy aktor w filmie dramatycznymLeonardo DiCaprio za rolę w filmie Aviator (The Aviator) |

### Goya
19. ceremonia wręczenia Hiszpańskich Nagród Filmowych odbyła się 30 stycznia 2005 roku.
- Pełna lista nagrodzonych

| Najlepszy filmW stronę morza (Mar adentro) Najlepszy reżyserAlejandro Amenábar za film W stronę morza (Mar adentro) | Najlepsza aktorkaLola Dueñas za rolę w filmie W stronę morza (Mar adentro) Najlepszy aktorJavier Bardem za rolę w filmie W stronę morza (Mar adentro) |

### Nagroda Gildii Aktorów Ekranowych
11. ceremonia wręczenia nagród Gildii Aktorów Filmowych odbyła się 5 lutego 2005 roku.
- Pełna lista nagrodzonych

| Najlepsza aktorkaHilary Swank za rolę w filmie Za wszelką cenę (Million Dollar Baby) Najlepszy aktorJamie Foxx za rolę w filmie Ray | Najlepsza aktorka w serialu dramatycznymJennifer Garner za rolę w serialu Agentka o stu twarzach (Alias) Najlepszy aktor w serialu dramatycznymJerry Orbach za rolę w serialu Prawo i porządek (Law & Order) |

### Złoty Niedźwiedź
55. Międzynarodowy Festiwal Filmowy w Berlinie odbył się w dniach 10–20 lutego 2005 roku.
- Pełna lista nagrodzonych

| Złoty Niedźwiedź Czarna Carmen, reż. Mark Dornford-May |

### BAFTA
58. ceremonia wręczenia nagród Brytyjskiej Akademii Sztuk Filmowych i Telewizyjnych odbyła się 12 lutego 2005 roku.
- Pełna lista nagrodzonych

| Najlepszy filmAviator (The Aviator) Najlepszy reżyserMike Leigh za film Vera Drake | Najlepsza aktorkaImelda Staunton za rolę w filmie Vera Drake Najlepszy aktorJamie Foxx za rolę w filmie Ray |

### Cezary
30. ceremonia wręczenia Francuskich Nagród Filmowych odbyła się 26 lutego 2005 roku.
- Pełna lista nagrodzonych

| Najlepszy filmUnik (L’esquive) Najlepszy reżyserAbdellatif Kechiche za film Unik (L’esquive) | Najlepsza aktorkaYolande Moreau za rolę w filmie Gdy podnosi się morze Najlepszy aktorMathieu Amalric za rolę w filmie Królowie i królowa (Rois et reine) |

### Złote Maliny
25. rozdanie Złotych Malin odbyło się 26 lutego 2005 roku.
- Pełna lista nagrodzonych

| Najgorszy filmKobieta-Kot (Catwoman) Najgorszy reżyserPitof za film Kobieta-Kot (Catwoman) | Najgorsza aktorkaHalle Berry za rolę w filmie Kobieta-Kot (Catwoman) Najgorszy aktorGeorge W. Bush za rolę w filmie Fahrenheit 9.11 (Fahrenheit 9/11) |

### Oscary
77. ceremonia wręczenia Oscarów odbyła się 27 lutego 2005 roku.
- Pełna lista nagrodzonych

| Najlepszy filmZa wszelką cenę (Million Dollar Baby) Najlepszy reżyserClint Eastwood za film Za wszelką cenę (Million Dollar Baby) | Najlepsza aktorkaHilary Swank za rolę w filmie Za wszelką cenę (Million Dollar Baby) Najlepszy aktorJamie Foxx za rolę w filmie Ray |

### Złota Palma
58. Międzynarodowy Festiwal Filmowy w Cannes odbył się w dniach 11–22 maja 2005 roku.
- Pełna lista nagrodzonych

| Najlepszy filmDziecko (L’enfant) |

### Złoty Lew
62. Międzynarodowy Festiwal Filmowy w Wenecji odbył się w dniach 31 sierpnia–10 września 2005 roku.
- Pełna lista nagrodzonych

| Najlepszy filmTajemnica Brokeback Mountain (Brokeback Mountain) Najlepszy reżyserPhilippe Garrel za film Zwyczajni kochankowie (Les amants réguliers) | Najlepsza aktorkaGiovanna Mezzogiorno za rolę w filmie Bestia w sercu (La bestia nel cuore) Najlepszy aktorDavid Strathairn za rolę w filmie Good Night and Good Luck (Good Night, and Good Luck.) |

### Festiwal Polskich Filmów Fabularnych
XXX. Festiwal Polskich Filmów Fabularnych odbył się 12–17 września 2005 roku.
- Pełna lista nagrodzonych

| Najlepszy filmKomornik Najlepszy reżyserLeszek Wosiewicz za film Rozdroże Cafe | Najlepsza aktorkaKrystyna Janda za rolę w filmie Parę osób, mały czas Karolina Gruszka za rolę w filmie Kochankowie z Marony Najlepszy aktorAndrzej Chyra za rolę w filmie Komornik |

### Camerimage
13. edycja Międzynarodowego Festiwalu Sztuki Autorów Zdjęć Filmowych Camerimage odbyła się w dniach 26 listopada-4 grudnia 2005 roku.
| Złota ŻabaGyula Pados za zdjęcia do filmu Los utracony (Sorstalanság) Srebrna ŻabaJens Fischer za zdjęcia do filmu The Queen of Sheba's Pearls | Brązowa ŻabaLouis-Philippe Capelle za zdjęcia do filmu Nuit noire |

## Zmarli
- 1 stycznia – Barbara Fijewska, polska aktorka (ur. 1919)
- 9 stycznia – Gonzalo Gavira, meksykański filmowiec, specjalista dźwięku (ur. 1925)
- 12 stycznia – Amrish Puri, aktor indyjski (ur. 1932)
- 17 stycznia – Virginia Mayo, amerykańska gwiazda filmowa (ur. 1920)
- 18 stycznia – Lamont Bentley, aktor amerykański (ur. 1973)
- 20 stycznia – Parveen Babi, indyjska aktorka (ur. 1949)
- 23 stycznia – Johnny Carson, aktor amerykański (ur. 1925)
- 22 lutego – Simone Simon, francuska aktorka (ur. 1910)
- 6 marca – Teresa Wright, aktorka amerykańska, laureatka Oscara (ur. 1918)
- 12 marca – Zbigniew Kuźmiński, polski reżyser (ur. 1921)
- 8 kwietnia – Yoshitaro Nomura, japoński reżyser (ur. 1919)
- 19 kwietnia – Ruth Hussey, aktorka amerykańska (ur. 1911)
- 21 kwietnia – Bob Gardiner, amerykański reżyser filmów animowanych, zdobywca Oscara (ur. 1951)
- 23 kwietnia – John Mills, aktor brytyjski, laureat Oscara (ur. 1908)
- 26 kwietnia – Maria Schell, austriacka aktorka (ur. 1926)
- 29 kwietnia – William Joseph Bell, amerykański scenarzysta (ur. 1927)
- 2 maja – Lew Leon Bukowiecki, polski krytyk filmowy (ur. 1916)
- 8 maja – Małgorzata Lorentowicz, aktorka polska (ur. 1927)
- 25 maja – Ismail Merchant, indyjski producent filmowy, reżyser (ur. 1936)
- 26 maja – Eddie Albert, amerykański aktor (ur. 1906)
- 27 maja – Wojciech Standełło, polski aktor (ur. 1932)
- 6 czerwca – Anne Bancroft, amerykańska aktorka (ur. 1931)
- 11 czerwca – Henryk Kluba, polski reżyser filmowy (ur. 1931)
- 2 lipca – Gu Yue, aktor chiński (ur. 1937)
- 8 lipca – Eugeniusz Priwieziencew, polski aktor (ur. 1946)
- 11 lipca – Frances Langford, aktorka amerykańska (ur. 1913)
- 17 lipca – Gavin Lambert, brytyjski scenarzysta filmowy (ur. 1924)
- 20 lipca – James Doohan, aktor kanadyjski, występował w serialu Star Trek (ur. 1920)
- 26 lipca – Alexander Golitzen, amerykański reżyser, laureat Oscara (ur. 1908)
- 8 sierpnia – Barbara Bel Geddes, amerykańska aktorka (ur. 1922)
- 9 sierpnia – Matthew McGrory, aktor amerykański (ur. 1973)
- 16 sierpnia – Joe Ranft, scenarzysta amerykański (ur. 1960)
- 31 sierpnia – Michael Sheard, aktor brytyjski (ur. 1938)
- 2 września – Bob Denver, aktor amerykański (ur. 1935)
- 14 września – Robert Wise, amerykański reżyser, laureat Oscara (ur. 1914)
- 22 września – Janusz Bukowski, polski aktor (ur. 1941)
- 25 września – Don Adams, aktor amerykański (ur. 1923)
- 9 października – Waldemar Wróblewski, polski kompozytor muzyki filmowej (ur. 1959)
- 5 października – Natan Gross, izraelski reżyser (ur. 1919)
- 22 października – Tony Adams, irlandzki producent (ur. 1953)
- 29 października – Lloyd Bochner, aktor kanadyjski (ur. 1924)
- 3 listopada – Geoffrey Keen, aktor brytyjski (ur. 1916)
- 16 listopada – Marek Perepeczko, polski aktor (ur. 1942)
- 24 listopada – Pat Morita, amerykański aktor (ur. 1932)
- 27 listopada – Jocelyn Brando, amerykańska aktorka (ur. 1919)
- 1 grudnia – Jack Colvin, aktor amerykański (ur. 1934)
- 4 grudnia – Gregg Hoffman, amerykański producent (ur. 1963)
- 10 grudnia
  - Mary Jackson, amerykańska aktorka (ur. 1910)
  - Richard Pryor, aktor amerykański (ur. 1940)
- 11 grudnia – Maria Kaniewska, polska aktorka i reżyser (ur. 1911)
- 12 grudnia
  - Robert Newmyer, amerykański producent (ur. 1956)
  - Ramanand Sagar, indyjski reżyser i producent (ur. 1917)
  - Annette Strøyberg, aktorka duńska (ur. 1936)
  - Gyula Trebitsch, węgierski producent (ur. 1914)
- 16 grudnia – John Spencer, aktor amerykański (ur. 1946)
- 17 grudnia – Marc Favreau, aktor kanadyjski (ur. 1929)
- 26 grudnia – Vincent Schiavelli, aktor amerykański (ur. 1948)
- 28 grudnia – Patrick Cranshaw, aktor amerykański (ur. 1919)